# The Devil’s Tomb
The Devil’s Tomb ist ein amerikanischer Horrorfilm aus dem Jahr 2009 unter der Regie von Jason Connery. Darin sind Cuba Gooding Jr., Ray Winstone und Ron Perlman zu sehen. Der Film wurde direkt auf DVD veröffentlicht.

## Handlung
Eine Elitegruppe von Special Ops-Soldaten unter der Führung von Mack wird von der CIA-Agentin Elissa Cardell in eine Wüste im Nahen Osten geschickt, um ihren Vater, den Wissenschaftler Wesley, zu retten, der an einer archäologischen Ausgrabung arbeitet. Als sie die Ausgrabungsstätte, ein großes unterirdisches Labor, betreten, begegnen sie einem Priester, der am ganzen Körper seltsame Furunkel hat. Die Sanitäterin des Teams, Doc, beruhigt den Priester. Click verwendet einen Computer der Ausgrabungsstätte, um den Aufzug zu aktivieren, und entdeckt den Codenamen Gehenna-Projekt. Cardell bestreitet, davon zu wissen. Nickels bleibt zurück, um den Priester zu beobachten, während der Rest des Teams mit dem Aufzug tiefer in die Ausgrabungsstätte fährt.
Als sie den Aufzug verlassen, begegnen sie einem Wissenschaftler namens Duncan, der seltsame Furunkel wie der Priester hat. Duncan greift Hammer an, wird aber von Mack in die Brust geschossen. Während sie Duncans Wunde behandelt, hat Doc eine Halluzination ihrer Schwester, die wütend auf sie ist, weil sie sie sterben ließ. Duncan und Doc verschwinden. Das Team verwendet das Tracking-Gerät von Doc, um ihnen zu folgen. Das Team teilt sich auf und Yoshi folgt einer Halluzination von ihr und Hicks ungeborener Tochter. Das Team trifft auf Duncan, der versucht, die Tür zum Sicherheitsraum zu öffnen. Mack schießt ihm in den Kopf, ohne ihn zu töten. Als das gesamte Team feuert, stirbt er schließlich.
Die Tür zum Sicherheitsraum wird von innen von einem Priester namens Fulton geöffnet, der ihnen erzählt, dass Doc wahrscheinlich in den Tempel gebracht wurde. Er willigt ein, sie dorthin zu bringen. Als das Team die vermisste Yoshi wiederfindet, erzählt sie ihnen von ihrer Halluzination. Fulton erklärt, dass die Besessenen Visionen benutzen, um Menschen zu verführen. Mack klebt Fultons Mund zu. Nickels halluziniert eine nackte Frau und wird vom Priester angegriffen. Er verteidigt sich mit einem Messer. Der Priester bricht ihm den Arm, spuckt eine dunkle Flüssigkeit in seinen Mund und zieht ihn dann weg.
Click wird vom Team getrennt und trifft auf Doc, die in einem Raum eingesperrt ist. Als er versucht, ihr zu helfen, wird er von einem besessenen Wissenschaftler angegriffen. Hammer taucht auf und rettet Click, aber es erscheinen mehr Besessene. Hammer beschließt, Sprengstoff auf die Gruppe zu werfen, wodurch der Durchgang zusammenbricht. Fulton und das Team erreichen den Tempel, wo sie von Fulton und Cardell erfahren, dass die Wissenschaftler besessen sind, weil sie den Geist eines der Nephilim absorbiert haben, der im Tempel eingefroren war. Fulton erklärt, dass die Ausgrabungsstätte eines von vielen Gräbern ist, um Nephilim einzusperren. Yoshi folgt einer Halluzination zu Doc, die sich als besessen herausstellt. Sie verführt Yoshi und lässt sie seltsame Furunkel auf ihrer Schulter lecken und infiziert sie. Doc schneidet ihren Rücken auf. Als das Team bemerkt, dass Yoshi vermisst wird, versuchen Hicks und Hammer, sie zu finden. Während ihrer Suche greift die besessene Doc Hammer an. Der richtet seine Waffe auf sie, nachdem er bemerkt, dass sie Furunkel hat. Hicks richtet seine Waffe auf Hammer, der versucht, Hicks zu überzeugen, dass Doc besessen ist. Hicks glaubt ihm nicht und schießt auf Hammer, der es schafft wegzulaufen.
Hicks jagt Doc und findet Yoshi, deren Wirbelsäule freigelegt ist. Er versucht, ihr zu helfen, aber sie greift ihn an und Doc reißt ihm die Kehle heraus. Hammer kommt zurück im Tempel, um Mack von Doc und Hicks zu erzählen.
Fulton erkennt, dass Cardell mit der unbeabsichtigten Hilfe von Click das Gehenna-Projekt aktiviert hat, ein Selbstzerstörungsgerät für die Ausgrabungsstätte. Die Soldaten haben vor der Explosion nur fünfzehn Minuten Zeit, um zum Aufzug zu gelangen. Die Tür zum Tempel beginnt sich langsam zu schließen. Mack, Cardell und Click schaffen es aus dem Tempel, aber Hammer wird eingesperrt und kämpft umgeben von besessenen Wissenschaftlern. Er wird überwältigt und zündet seine Granaten, um sich selbst und die besessenen Wissenschaftler zu töten. Fulton wird von Doc in Stacheldraht gedrückt, der ihm die Kehle aufschlitzt.
Mack, Cardell und Click kommen in den Raum zurück, in dem sie Duncan zum ersten Mal begegnet sind. Sie  treffen auf Wesley, der besessen ist, aber keine Furunkel hat. Doc und Nickels, die jetzt besessen sind, treffen ein und Mack und Click erschießen sie und andere Besessene, bis der besessene Priester Click packt, ihn wegzieht und tötet. Mack hat eine Halluzination seines alten besten Freundes Blakeley. Mack wurde vor Jahren befohlen, ihn zu töten. Mack widersetzt sich und schießt auf ein explosives Fass neben Wesley, das ihn verbrennt und Doc tötet. Als Mack ihr sagt, dass sie gehen müssen, weigert sie sich und antwortet, dass ihr Ziel darin bestand, die Seele ihres Vaters zu retten. Mack schafft es alleine zum Fahrstuhl und entkommt Sekunden vor der Explosion der Ausgrabungsstätte. Mack wird von einem Hubschrauber abgeholt und erkennt, dass er ein neuer Soldat in einem alten Krieg ist.

## Kritik
Der Filmdienst sah einen „jederzeit vorhersehbare(n) Horrorfilm um einen der handelsüblichen Endkämpfe zwischen Gut und Böse.“